# Anaconda (дистрибутив Python)
Anaconda — дистрибутив языков программирования Python и R, включающий набор популярных свободных библиотек, объединённых проблематиками науки о данных и машинного обучения. Основная цель — поставка единым согласованным комплектом наиболее востребованных соответствующим кругом пользователей тематических модулей (таких как NumPy, SciPy, Astropy и других) с разрешением возникающих зависимостей и конфликтов, которые неизбежны при одиночной установке. По состоянию на 2019 год содержит более 1,5 тыс. модулей.
Основная особенность дистрибутива — оригинальный менеджер разрешения зависимостей conda с графическим интерфейсом Anaconda Navigator, что позволяет отказаться от стандартных менеджеров пакетов (таких, как pip для Python). Дистрибутив скачивается единожды, и вся последующая конфигурация, в том числе установка дополнительных модулей, может проводиться в офлайне. Кроме того, обеспечивается возможность ведения нескольких изолированных сред с раздельным разрешением версионных зависимостей в каждой.
Поддерживаются платформы Linux (x86-64), Windows (i686, x86-64), macOS. Распространяется по лицензии BSD, существует также коммерческая версия (Anaconda Enterprise).

### Anaconda Navigator
Anaconda Navigator — это графический интерфейс (GUI), включённый в дистрибутив Anaconda, позволяющий запускать приложения, устанавливать дополнительные пакеты и т. д. без использования командной строки Anaconda Prompt.
По умолчанию в Anaconda Navigator доступны следующие приложения:
- JupyterLab
- Jupyter Notebook
- QtConsole
- Spyder
- Glueviz
- Orange
- RStudio
- Visual Studio Code
- PyCharm CE